# Gabriel Jesus
Gabriel Fernando de Jesus, noto semplicemente come Gabriel Jesus (San Paolo, 3 aprile 1997), è un calciatore brasiliano, attaccante dell'Arsenal.

## Caratteristiche tecniche
Nato come ala, può essere schierato su tutto il fronte offensivo. Calciatore brevilineo e ambidestro, dotato di grande qualità tecnica, risulta molto veloce e rapido negli spazi stretti, come attaccante si affida molto al proprio estro, possiede potenza di tiro ed è forte anche nel gioco aereo. È in grado sia di saltare gli avversari con estrema facilità sia di fornire assist.

## Carriera

### Club

#### Palmeiras
Nato a San Paolo, Gabriel Jesus è cresciuto nel quartiere di Jardim Peri. Dopo aver iniziato a giocare a calcio per strada, è entrato in alcune società dilettantistiche della regione, tra cui l'Associação Atlética Anhanguera.
Il 1º luglio 2013 firma un contratto giovanile col Palmeiras. Alla fine della sua prima stagione diventa capocannoniere della squadra giovanile, segnando 48 gol in 54 partite. Nel gennaio 2014 dopo una lunga trattativa rinnova il suo contratto per tre anni con opzione per altri due, aumentando di molto il suo salario e inserendo in esso una clausola rescissoria di 30 milioni di euro.
Il 7 marzo 2015 ha fatto il suo debutto col Palmeiras nel Campeonato Paulista, sostituendo al 73' Leandro Pereira. Nel dicembre seguente, il Palmeiras, anche grazie al contributo realizzativo di Gabriel Jesus che firma 12 reti, ritorna a vincere il campionato a distanza di 22 anni dall'ultimo successo.

#### Manchester City

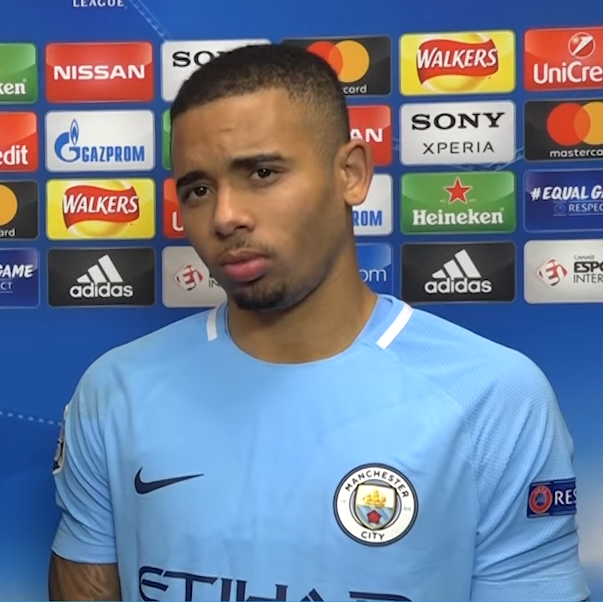
Gabriel Jesus con il Manchester City nel 2018

Il 3 agosto 2016 viene acquistato per 32 milioni di euro dal Manchester City, che lo lascia in prestito al Palmeiras fino a gennaio. Presentato il 19 gennaio 2017, sceglie di indossare la casacca numero 33. Due giorni più tardi fa il suo esordio con la nuova maglia, nella partita pareggiata per 2-2 contro il Tottenham all'Etihad, subentrando a Raheem Sterling all'82º minuto di gioco. Il 1º febbraio segna il suo primo gol con i Citizens, nella vittoria per 4-0 sul campo del West Ham Utd. Il 5 febbraio è decisivo con una doppietta nel match vinto per 2-1 contro lo Swansea City. Il 13 febbraio, nella partita vinta per 2-0 sul campo del Bournemouth, è vittima di un infortunio al quinto metatarso del piede destro, che lo costringe ad uno stop di circa tre mesi. Il 27 aprile torna a giocare in occasione del Derby di Manchester, terminato senza reti. Tre giorni più tardi si rende nuovamente protagonista, segnando il goal del pareggio contro il Middlesbrough (2-2). Conclude i suoi primi sei mesi nei Citizens con un bottino di 7 reti in 11 partite totali.
Il 9 settembre 2017 realizza una doppietta nella partita giocata contro il Liverpool. Il 7 novembre successivo, realizza la sua prima tripletta in Champions League nella vittoria interna per 6-0 contro lo Šachtar. Con i Citizens vince nella stagione 2017-2018 la sua prima Premier League con la società inglese.
Il 9 gennaio 2019 realizza un poker di reti nella partita di Coppa di Lega inglese contro il Burton Albion (9-0). Il 12 maggio 2019 vince nuovamente la Premier League e il 18 maggio successivo, va a segno siglando una doppietta nella finale di FA Cup vinta per 6-0 dal Manchester City, contro il Watford. Il 19 ottobre dello stesso anno, in occasione della sfida di campionato vinta per 2-0 in trasferta contro il Crystal Palace realizza la rete numero 50 con la maglia del City. L'11 dicembre dello stesso anno, realizza un'altra tripletta a distanza di un anno dall'ultima volta, nella partita di Champions League vinta 4-1 fuori casa contro la Dinamo Zagabria. Il 23 aprile 2022 sigla il suo primo poker in campionato, con la maglia del City nella vittoria interna per 5-1 contro il Watford.
Alla fine di quella stagione, Gabriel ha lasciato il City, dove ha vinto un totale di 11 titoli. Quattro titoli di Premier League, quattro Carabao Cup, una FA Cup e due Community Shield. Ha collezionato 236 presenze ed è stato in campo per 14.297 minuti, segnando 95 gol e fornendo 46 assist.

#### Arsenal
Il 4 luglio 2022 viene ceduto a titolo definitivo all'Arsenal per 45 milioni di sterline.. Segna il primo gol, la prima doppietta con i Gunners il 13 agosto contro il Leicester City nella vittoria casalinga per 4-2, contribuendo anche con 2 assist. Il 1º ottobre mette la sua firma, al 49°, nel derby contro il Tottenham. Il 2 dicembre 2022 subisce un infortunio al ginocchio che lo ferma per più di tre mesi. Il 1' aprile 2023 torna con una doppietta nella vittoria contro il Leeds United per 4-1. Torna al goal contro Liverpool, West Ham, Chelsea e Wolverhampton, concludendo cosi la prima stagione con 11 goal e 7 assist in Premier League nonostante il grave infortunio.
Il 3 settembre 2023 segna il primo goal stagionale nella vittoria per 3-1 contro il Manchester United. Il 20 settembre successivo segna un goal nella vittoria per 4-0 contro il Psv nella fase a gironi di Champions League. Segna nuovamente in Champions League nelle gare contro Lens, Siviglia e nuovamente Lens. Fatica a trovare continuità a causa di ulteriori e ripetuti problemi fisici nel corso della stagione.
Il 30 ottobre 2024 segna un goal nella vittoria in trasferta contro il Preston per 0-3 in Efl Cup. Il 18 dicembre successivo mette a segno una tripletta nella gara contro il Crystal Palace, vinta per 3-2 in Efl Cup. Il 21 dicembre seguente realizza una doppietta nuovamente contro il Crystal Palace in Premier League, nella vittoria in trasferta per 1-5. Il 1' gennaio 2025 segna una rete di testa nella trasferta vinta per 1-3 contro il Brentford. Il 12 gennaio durante la gara contro il Manchester United in Fa Cup, subisce un infortunio grave che porta alla rottura del legamento crociato.

### Nazionale

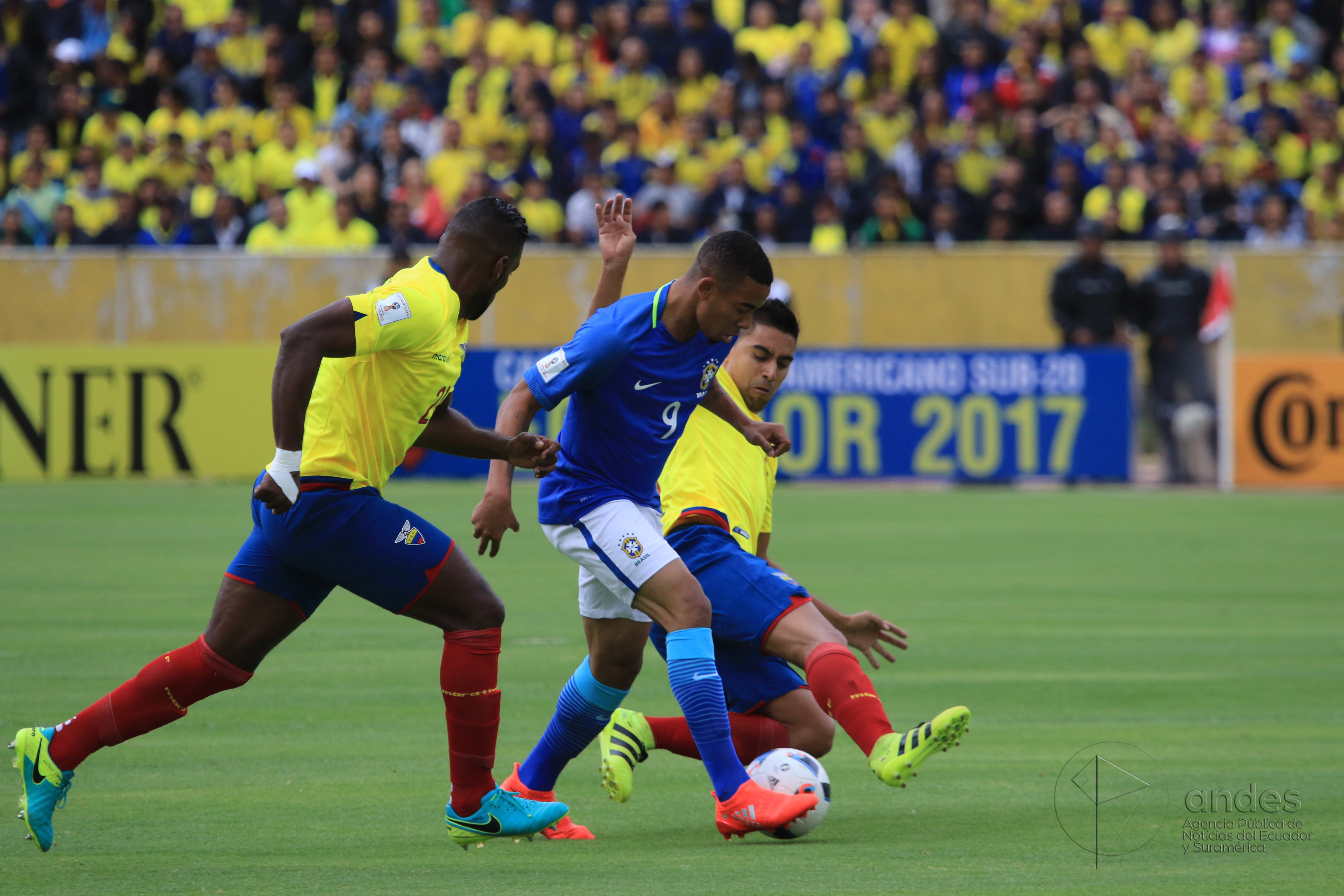
Gabriel Jesus in azione con la nazionale brasiliana nel settembre 2016.

Convocato per le Olimpiadi 2016 in Brasile, vince la medaglia d'oro, segna il suo primo gol nell'ultima partita del girone contro la Danimarca finita 4-0 e poi una doppietta battendo per 6-0 l'Honduras.
Esordisce con la Seleção il 1º settembre 2016, a 19 anni, realizzando una doppietta nella partita valida per le qualificazioni al Mondiale 2018 vinta 3-0 contro l'Ecuador a Quito. Nel 2018 è convocato per il Mondiale in Russia, in cui il Brasile esce ai quarti di finale contro il Belgio. Gabriel Jesus gioca cinque gare da titolare senza però trovare la rete deludendo le aspettative. L'anno successivo partecipa alla Copa América organizzata proprio in Brasile. Dopo essere subentrato nelle prime due partite della fase a gironi, conquista la titolarità e si rivela decisivo per il successo finale, realizzando un gol e un assist sia nella semifinale contro l'Argentina che nella finale contro il Perù; in quest'ultima è stato anche protagonista in negativo facendosi espellere al 70'.

## Statistiche

### Presenze e reti nei club
Statistiche aggiornate al 23 luglio 2025
| Stagione               | Squadra                | Campionato             | Campionato | Campionato | Coppe nazionali | Coppe nazionali | Coppe nazionali | Coppe continentali | Coppe continentali | Coppe continentali | Altre coppe | Altre coppe | Altre coppe | Totale | Totale |
| Stagione               | Squadra                | Comp                   | Pres       | Reti       | Comp            | Pres            | Reti            | Comp               | Pres               | Reti               | Comp        | Pres        | Reti        | Pres   | Reti   |
| ---------------------- | ---------------------- | ---------------------- | ---------- | ---------- | --------------- | --------------- | --------------- | ------------------ | ------------------ | ------------------ | ----------- | ----------- | ----------- | ------ | ------ |
| 2015                   | Palmeiras              | A1/SP+A                | 8+20       | 0+4        | CB              | 9               | 3               | -                  | -                  | -                  | -           | -           | -           | 37     | 7      |
| 2016                   | Palmeiras              | A1/SP+A                | 12+27      | 5+12       | CB              | 2               | 0               | CL                 | 5                  | 4                  | -           | -           | -           | 46     | 21     |
| Totale Palmeiras       | Totale Palmeiras       | Totale Palmeiras       | 67         | 21         |                 | 11              | 3               |                    | 5                  | 4                  |             | -           | -           | 83     | 28     |
| gen.-giu. 2017         | Manchester City        | PL                     | 10         | 7          | FACup+CdL       | 1+0             | 0               | UCL                | 0                  | 0                  | -           | -           | -           | 11     | 7      |
| 2017-2018              | Manchester City        | PL                     | 29         | 13         | FACup+CdL       | 0+4             | 0               | UCL                | 9                  | 4                  | -           | -           | -           | 42     | 17     |
| 2018-2019              | Manchester City        | PL                     | 29         | 7          | FACup+CdL       | 6+5             | 5+5             | UCL                | 6                  | 4                  | CS          | 1           | 0           | 47     | 21     |
| 2019-2020              | Manchester City        | PL                     | 34         | 14         | FACup+CdL       | 4+6             | 2+1             | UCL                | 8                  | 6                  | CS          | 1           | 0           | 53     | 23     |
| 2020-2021              | Manchester City        | PL                     | 29         | 9          | FACup+CdL       | 5+1             | 2+1             | UCL                | 7                  | 2                  | -           | -           | -           | 42     | 14     |
| 2021-2022              | Manchester City        | PL                     | 28         | 8          | FACup+CdL       | 4+1             | 1+0             | UCL                | 8                  | 4                  | CS          | 0           | 0           | 41     | 13     |
| Totale Manchester City | Totale Manchester City | Totale Manchester City | 159        | 58         |                 | 37              | 17              |                    | 38                 | 20                 |             | 2           | 0           | 236    | 95     |
| 2022-2023              | Arsenal                | PL                     | 26         | 11         | FACup+CdL       | 0+1             | 0               | UEL                | 6                  | 0                  | -           | -           | -           | 33     | 11     |
| 2023-2024              | Arsenal                | PL                     | 27         | 4          | FACup+CdL       | 0+1             | 0               | UCL                | 8                  | 4                  | CS          | 0           | 0           | 36     | 8      |
| 2024-2025              | Arsenal                | PL                     | 17         | 3          | FACup+CdL       | 1+4             | 0+4             | UCL                | 5                  | 0                  | -           | -           | -           | 27     | 7      |
| 2025-2026              | Arsenal                | PL                     | 0          | 0          | FACup+CdL       | 0+0             | 0               | UCL                | 0                  | 0                  | -           | -           | -           | 0      | 0      |
| Totale Arsenal         | Totale Arsenal         | Totale Arsenal         | 70         | 18         |                 | 7               | 4               |                    | 19                 | 4                  |             | 0           | 0           | 96     | 26     |
| Totale carriera        | Totale carriera        | Totale carriera        | 296        | 97         |                 | 56              | 24              |                    | 61                 | 28                 |             | 2           | 0           | 415    | 149    |

### Cronologia presenze e reti in nazionale
| Cronologia completa delle presenze e delle reti in nazionale ― Brasile | Cronologia completa delle presenze e delle reti in nazionale ― Brasile | Cronologia completa delle presenze e delle reti in nazionale ― Brasile | Cronologia completa delle presenze e delle reti in nazionale ― Brasile | Cronologia completa delle presenze e delle reti in nazionale ― Brasile | Cronologia completa delle presenze e delle reti in nazionale ― Brasile | Cronologia completa delle presenze e delle reti in nazionale ― Brasile | Cronologia completa delle presenze e delle reti in nazionale ― Brasile |
| Data                                                                   | Città                                                                  | In casa                                                                | Risultato                                                              | Ospiti                                                                 | Competizione                                                           | Reti                                                                   | Note                                                                   |
| ---------------------------------------------------------------------- | ---------------------------------------------------------------------- | ---------------------------------------------------------------------- | ---------------------------------------------------------------------- | ---------------------------------------------------------------------- | ---------------------------------------------------------------------- | ---------------------------------------------------------------------- | ---------------------------------------------------------------------- |
| 1-9-2016                                                               | Quito                                                                  | Ecuador                                                                | 0 – 3                                                                  | Brasile                                                                | Qual. Mondiali 2018                                                    | 2                                                                      |                                                                        |
| 6-9-2016                                                               | Manaus                                                                 | Brasile                                                                | 2 – 1                                                                  | Colombia                                                               | Qual. Mondiali 2018                                                    | -                                                                      | 86’                                                                    |
| 6-10-2016                                                              | Natal                                                                  | Brasile                                                                | 5 – 0                                                                  | Bolivia                                                                | Qual. Mondiali 2018                                                    | 1                                                                      | 57’                                                                    |
| 11-10-2016                                                             | Mérida                                                                 | Venezuela                                                              | 0 – 2                                                                  | Brasile                                                                | Qual. Mondiali 2018                                                    | 1                                                                      |                                                                        |
| 10-11-2016                                                             | Belo Horizonte                                                         | Brasile                                                                | 3 – 0                                                                  | Argentina                                                              | Qual. Mondiali 2018                                                    | -                                                                      | 82’                                                                    |
| 15-11-2016                                                             | Lima                                                                   | Perù                                                                   | 0 – 2                                                                  | Brasile                                                                | Qual. Mondiali 2018                                                    | 1                                                                      | 82’                                                                    |
| 9-6-2017                                                               | Melbourne                                                              | Brasile                                                                | 0 – 1                                                                  | Argentina                                                              | Amichevole                                                             | -                                                                      | 90+2’                                                                  |
| 31-8-2017                                                              | Porto Alegre                                                           | Brasile                                                                | 2 – 0                                                                  | Ecuador                                                                | Qual. Mondiali 2018                                                    | -                                                                      | 60’                                                                    |
| 5-9-2017                                                               | Barranquilla                                                           | Colombia                                                               | 1 – 1                                                                  | Brasile                                                                | Qual. Mondiali 2018                                                    | -                                                                      | 63’                                                                    |
| 5-10-2017                                                              | La Paz                                                                 | Bolivia                                                                | 0 – 0                                                                  | Brasile                                                                | Qual. Mondiali 2018                                                    | -                                                                      |                                                                        |
| 10-10-2017                                                             | San Paolo                                                              | Brasile                                                                | 3 – 0                                                                  | Cile                                                                   | Qual. Mondiali 2018                                                    | 2                                                                      |                                                                        |
| 10-11-2017                                                             | Lilla                                                                  | Giappone                                                               | 1 – 3                                                                  | Brasile                                                                | Amichevole                                                             | 1                                                                      | 58’                                                                    |
| 14-11-2017                                                             | Londra                                                                 | Inghilterra                                                            | 0 – 0                                                                  | Brasile                                                                | Amichevole                                                             | -                                                                      | 76’                                                                    |
| 23-3-2018                                                              | Mosca                                                                  | Russia                                                                 | 0 – 3                                                                  | Brasile                                                                | Amichevole                                                             | -                                                                      | 65’                                                                    |
| 27-3-2018                                                              | Berlino                                                                | Germania                                                               | 0 – 1                                                                  | Brasile                                                                | Amichevole                                                             | 1                                                                      |                                                                        |
| 3-6-2018                                                               | Liverpool                                                              | Brasile                                                                | 2 – 0                                                                  | Croazia                                                                | Amichevole                                                             | -                                                                      | cap. 60’                                                               |
| 10-6-2018                                                              | Vienna                                                                 | Austria                                                                | 0 – 3                                                                  | Brasile                                                                | Amichevole                                                             | 1                                                                      | 67’                                                                    |
| 17-6-2018                                                              | Rostov                                                                 | Brasile                                                                | 1 – 1                                                                  | Svizzera                                                               | Mondiali 2018 - 1º turno                                               | -                                                                      | 79’                                                                    |
| 22-6-2018                                                              | San Pietroburgo                                                        | Brasile                                                                | 2 – 0                                                                  | Costa Rica                                                             | Mondiali 2018 - 1º turno                                               | -                                                                      | 90+3’                                                                  |
| 27-6-2018                                                              | Mosca                                                                  | Serbia                                                                 | 0 – 2                                                                  | Brasile                                                                | Mondiali 2018 - 1º turno                                               | -                                                                      |                                                                        |
| 2-7-2018                                                               | Samara                                                                 | Brasile                                                                | 2 – 0                                                                  | Messico                                                                | Mondiali 2018 - Ottavi di finale                                       | -                                                                      |                                                                        |
| 6-7-2018                                                               | Kazan'                                                                 | Brasile                                                                | 1 – 2                                                                  | Belgio                                                                 | Mondiali 2018 - Quarti di finale                                       | -                                                                      | 58’                                                                    |
| 12-10-2018                                                             | Riad                                                                   | Arabia Saudita                                                         | 0 – 2                                                                  | Brasile                                                                | Amichevole                                                             | 1                                                                      | 72’                                                                    |
| 16-10-2018                                                             | Gedda                                                                  | Brasile                                                                | 1 – 0                                                                  | Argentina                                                              | Amichevole                                                             | -                                                                      | 66’                                                                    |
| 20-11-2018                                                             | Milton Keynes                                                          | Brasile                                                                | 1 – 0                                                                  | Camerun                                                                | Amichevole                                                             | -                                                                      | 46’                                                                    |
| 23-3-2019                                                              | Porto                                                                  | Brasile                                                                | 1 – 1                                                                  | Panama                                                                 | Amichevole                                                             | -                                                                      | 60’                                                                    |
| 26-3-2019                                                              | Praga                                                                  | Rep. Ceca                                                              | 1 – 3                                                                  | Brasile                                                                | Amichevole                                                             | 2                                                                      | 72’                                                                    |
| 6-6-2019                                                               | Brasilia                                                               | Brasile                                                                | 2 – 0                                                                  | Qatar                                                                  | Amichevole                                                             | 1                                                                      |                                                                        |
| 9-6-2019                                                               | Porto Alegre                                                           | Brasile                                                                | 7 – 0                                                                  | Honduras                                                               | Amichevole                                                             | 2                                                                      | 55’                                                                    |
| 14-6-2019                                                              | San Paolo                                                              | Brasile                                                                | 3 – 0                                                                  | Bolivia                                                                | Coppa America 2019 - 1º turno                                          | -                                                                      | 65’                                                                    |
| 18-6-2019                                                              | Salvador                                                               | Brasile                                                                | 0 – 0                                                                  | Venezuela                                                              | Coppa America 2019 - 1º turno                                          | -                                                                      | 46’                                                                    |
| 22-6-2019                                                              | San Paolo                                                              | Perù                                                                   | 0 – 5                                                                  | Brasile                                                                | Coppa America 2019 - 1º turno                                          | -                                                                      |                                                                        |
| 27-6-2019                                                              | Porto Alegre                                                           | Brasile                                                                | 0 – 0 (4 – 3 dtr)                                                      | Paraguay                                                               | Coppa America 2019 - Quarti di finale                                  | -                                                                      |                                                                        |
| 2-7-2019                                                               | Belo Horizonte                                                         | Brasile                                                                | 2 – 0                                                                  | Argentina                                                              | Coppa America 2019 - Semifinale                                        | 1                                                                      | 80’                                                                    |
| 7-7-2019                                                               | Rio de Janeiro                                                         | Brasile                                                                | 3 – 1                                                                  | Perù                                                                   | Coppa America 2019 - Finale                                            | 1                                                                      | 30’, 70’                                                               |
| 10-10-2019                                                             | Singapore                                                              | Brasile                                                                | 1 – 1                                                                  | Senegal                                                                | Amichevole                                                             | -                                                                      |                                                                        |
| 13-10-2019                                                             | Singapore                                                              | Brasile                                                                | 1 – 1                                                                  | Nigeria                                                                | Amichevole                                                             | -                                                                      | 88’                                                                    |
| 15-11-2019                                                             | Riyad                                                                  | Brasile                                                                | 0 – 1                                                                  | Argentina                                                              | Amichevole                                                             | -                                                                      | 71’                                                                    |
| 19-11-2019                                                             | Abu Dhabi                                                              | Brasile                                                                | 3 – 0                                                                  | Corea del Sud                                                          | Amichevole                                                             | -                                                                      | 88’                                                                    |
| 13-11-2020                                                             | San Paolo                                                              | Brasile                                                                | 1 – 0                                                                  | Venezuela                                                              | Qual. Mondiali 2022                                                    | -                                                                      | 70’                                                                    |
| 17-11-2020                                                             | Montevideo                                                             | Uruguay                                                                | 0 – 2                                                                  | Brasile                                                                | Qual. Mondiali 2022                                                    | -                                                                      |                                                                        |
| 4-6-2021                                                               | Porto Alegre                                                           | Brasile                                                                | 2 – 0                                                                  | Ecuador                                                                | Qual. Mondiali 2022                                                    | -                                                                      | 62’                                                                    |
| 8-6-2021                                                               | Asunción                                                               | Paraguay                                                               | 0 – 2                                                                  | Brasile                                                                | Qual. Mondiali 2022                                                    | -                                                                      | 76’ 82’                                                                |
| 13-6-2021                                                              | Brasilia                                                               | Brasile                                                                | 3 – 0                                                                  | Venezuela                                                              | Coppa America 2021 - 1º turno                                          | -                                                                      | 85’                                                                    |
| 17-6-2021                                                              | Rio de Janeiro                                                         | Brasile                                                                | 4 – 0                                                                  | Perù                                                                   | Coppa America 2021 - 1º turno                                          | -                                                                      | 59’ 72’                                                                |
| 23-6-2021                                                              | Rio de Janeiro                                                         | Brasile                                                                | 2 – 1                                                                  | Colombia                                                               | Coppa America 2021 - 1º turno                                          | -                                                                      | 87’                                                                    |
| 2-7-2021                                                               | Rio de Janeiro                                                         | Brasile                                                                | 1 – 0                                                                  | Cile                                                                   | Coppa America 2021 - Quarti di finale                                  | -                                                                      | , 48’                                                                  |
| 7-10-2021                                                              | Caracas                                                                | Venezuela                                                              | 1 – 3                                                                  | Brasile                                                                | Qual. Mondiali 2022                                                    | -                                                                      |                                                                        |
| 10-10-2021                                                             | Barranquilla                                                           | Colombia                                                               | 0 – 0                                                                  | Brasile                                                                | Qual. Mondiali 2022                                                    | -                                                                      | 76’                                                                    |
| 14-10-2021                                                             | Manaus                                                                 | Brasile                                                                | 4 – 1                                                                  | Uruguay                                                                | Qual. Mondiali 2022                                                    | -                                                                      | 61’                                                                    |
| 11-11-2021                                                             | San Paolo                                                              | Brasile                                                                | 1 – 0                                                                  | Colombia                                                               | Qual. Mondiali 2022                                                    | -                                                                      |                                                                        |
| 16-11-2021                                                             | San Juan                                                               | Argentina                                                              | 0 – 0                                                                  | Brasile                                                                | Qual. Mondiali 2022                                                    | -                                                                      | 86’                                                                    |
| 27-1-2022                                                              | Quito                                                                  | Ecuador                                                                | 1 – 1                                                                  | Brasile                                                                | Qual. Mondiali 2022                                                    | -                                                                      | 63’                                                                    |
| 1-2-2022                                                               | Belo Horizonte                                                         | Brasile                                                                | 4 – 0                                                                  | Paraguay                                                               | Qual. Mondiali 2022                                                    | -                                                                      | 61’                                                                    |
| 2-6-2022                                                               | Seul                                                                   | Corea del Sud                                                          | 1 – 5                                                                  | Brasile                                                                | Amichevole                                                             | 1                                                                      | 78’                                                                    |
| 6-6-2022                                                               | Tokyo                                                                  | Giappone                                                               | 0 – 1                                                                  | Brasile                                                                | Amichevole                                                             | -                                                                      | 63’                                                                    |
| 24-11-2022                                                             | Lusail                                                                 | Brasile                                                                | 2 – 0                                                                  | Serbia                                                                 | Mondiali 2022 - 1º turno                                               | -                                                                      | 79’                                                                    |
| 28-11-2022                                                             | Doha                                                                   | Brasile                                                                | 1 – 0                                                                  | Svizzera                                                               | Mondiali 2022 - 1º turno                                               | -                                                                      | 73’                                                                    |
| 2-12-2022                                                              | Lusail                                                                 | Camerun                                                                | 1 – 0                                                                  | Brasile                                                                | Mondiali 2022 - 1º turno                                               | -                                                                      | 64’                                                                    |
| 8-9-2023                                                               | Belém                                                                  | Brasile                                                                | 5 – 1                                                                  | Bolivia                                                                | Qual. Mondiali 2026                                                    | -                                                                      | 89’                                                                    |
| 12-9-2023                                                              | Lima                                                                   | Perù                                                                   | 0 – 1                                                                  | Brasile                                                                | Qual. Mondiali 2026                                                    | -                                                                      | 64’                                                                    |
| 12-10-2023                                                             | Cuiabá                                                                 | Brasile                                                                | 1 – 1                                                                  | Venezuela                                                              | Qual. Mondiali 2026                                                    | -                                                                      | 59’                                                                    |
| 17-10-2023                                                             | Montevideo                                                             | Uruguay                                                                | 2 – 0                                                                  | Brasile                                                                | Qual. Mondiali 2026                                                    | -                                                                      | 83’                                                                    |
| 21-11-2023                                                             | Rio de Janeiro                                                         | Brasile                                                                | 0 – 1                                                                  | Argentina                                                              | Qual. Mondiali 2026                                                    | -                                                                      | 5’                                                                     |
| Totale                                                                 |                                                                        | Presenze                                                               | 64                                                                     |                                                                        | Reti                                                                   | 19                                                                     |                                                                        |

| Cronologia completa delle presenze e delle reti in nazionale ― Brasile olimpica | Cronologia completa delle presenze e delle reti in nazionale ― Brasile olimpica | Cronologia completa delle presenze e delle reti in nazionale ― Brasile olimpica | Cronologia completa delle presenze e delle reti in nazionale ― Brasile olimpica | Cronologia completa delle presenze e delle reti in nazionale ― Brasile olimpica | Cronologia completa delle presenze e delle reti in nazionale ― Brasile olimpica | Cronologia completa delle presenze e delle reti in nazionale ― Brasile olimpica | Cronologia completa delle presenze e delle reti in nazionale ― Brasile olimpica |
| Data                                                                            | Città                                                                           | In casa                                                                         | Risultato                                                                       | Ospiti                                                                          | Competizione                                                                    | Reti                                                                            | Note                                                                            |
| ------------------------------------------------------------------------------- | ------------------------------------------------------------------------------- | ------------------------------------------------------------------------------- | ------------------------------------------------------------------------------- | ------------------------------------------------------------------------------- | ------------------------------------------------------------------------------- | ------------------------------------------------------------------------------- | ------------------------------------------------------------------------------- |
| 4-8-2016                                                                        | Brasilia                                                                        | Brasile olimpica                                                                | 0 – 0                                                                           | Sudafrica olimpica                                                              | Olimpiadi 2016 - 1º turno                                                       | -                                                                               |                                                                                 |
| 7-8-2016                                                                        | Brasilia                                                                        | Brasile olimpica                                                                | 0 – 0                                                                           | Iraq olimpica                                                                   | Olimpiadi 2016 - 1º turno                                                       | -                                                                               | 55’                                                                             |
| 10-8-2016                                                                       | Salvador                                                                        | Danimarca olimpica                                                              | 0 – 4                                                                           | Brasile olimpica                                                                | Olimpiadi 2016 - 1º turno                                                       | 1                                                                               | 38’                                                                             |
| 13-8-2016                                                                       | San Paolo                                                                       | Brasile olimpica                                                                | 2 – 0                                                                           | Colombia olimpica                                                               | Olimpiadi 2016 - Quarti di finale                                               | -                                                                               |                                                                                 |
| 17-8-2016                                                                       | Rio de Janeiro                                                                  | Brasile olimpica                                                                | 6 – 0                                                                           | Honduras olimpica                                                               | Olimpiadi 2016 - Semifinale                                                     | 2                                                                               |                                                                                 |
| 20-8-2016                                                                       | Rio de Janeiro                                                                  | Brasile olimpica                                                                | 1 – 1 dts (5 – 4 dcr)                                                           | Germania olimpica                                                               | Olimpiadi 2016 - Finale                                                         | -                                                                               |                                                                                 |
| Totale                                                                          |                                                                                 | Presenze                                                                        | 6                                                                               |                                                                                 | Reti                                                                            | 3                                                                               |                                                                                 |

## Palmarès

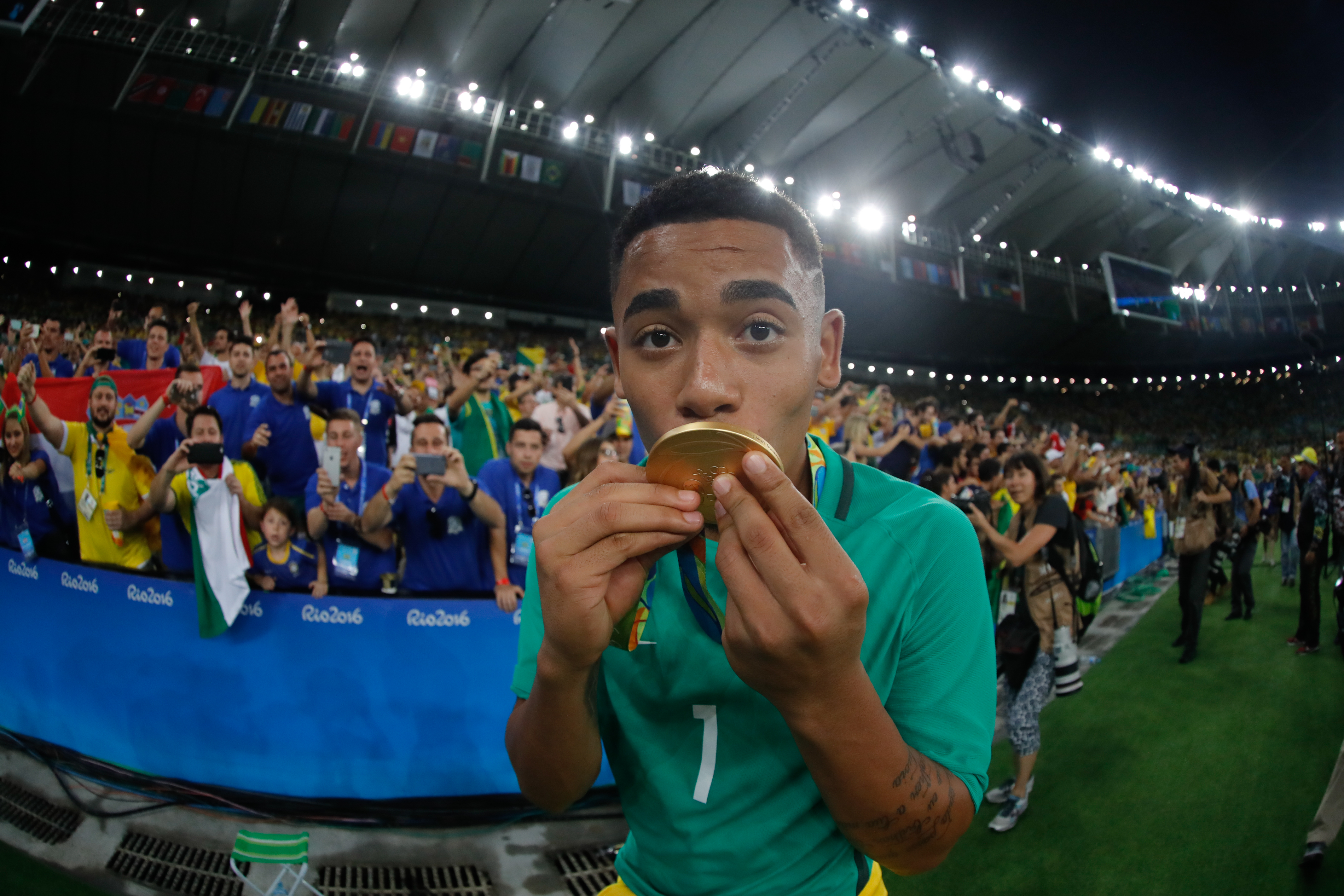
Gabriel Jesus stringe la medaglia d'oro vinta ai Giochi olimpici del 2016.

### Club
- Coppa del Brasile: 1

Palmeiras: 2015
- Campionato brasiliano: 1

Palmeiras: 2016
- Coppa di Lega inglese: 4

Manchester City: 2017-2018, 2018-2019, 2019-2020, 2020-2021
- Campionato inglese: 4

Manchester City: 2017-2018, 2018-2019, 2020-2021, 2021-2022
- Coppa d'Inghilterra: 1

Manchester City: 2018-2019
- Community Shield: 2

Manchester City: 2018, 2019

### Nazionale
- Oro olimpico: 1

Rio de Janeiro 2016
- Coppa America: 1

Brasile 2019

### Individuale
- Bola de Ouro: 1

2016
- Capocannoniere della Coppa di Lega inglese: 1

2018-2019 (5 gol)